# لودویت فولا
لودُویت فولا (اسلواکی: Ľudovít Fulla; ۲۷ آوریل ۱۹۰۲ – ۲۱ آوریل ۱۹۸۰) نقاش، گرافیست، تصویرگر، طراح صحنه و معلم هنر اهل کشور اسلواکی بود. او را یکی از مهم‌ترین چهره‌های خلاق هنر اسلواکی در قرن بیستم می‌دانند.